# 廈門道

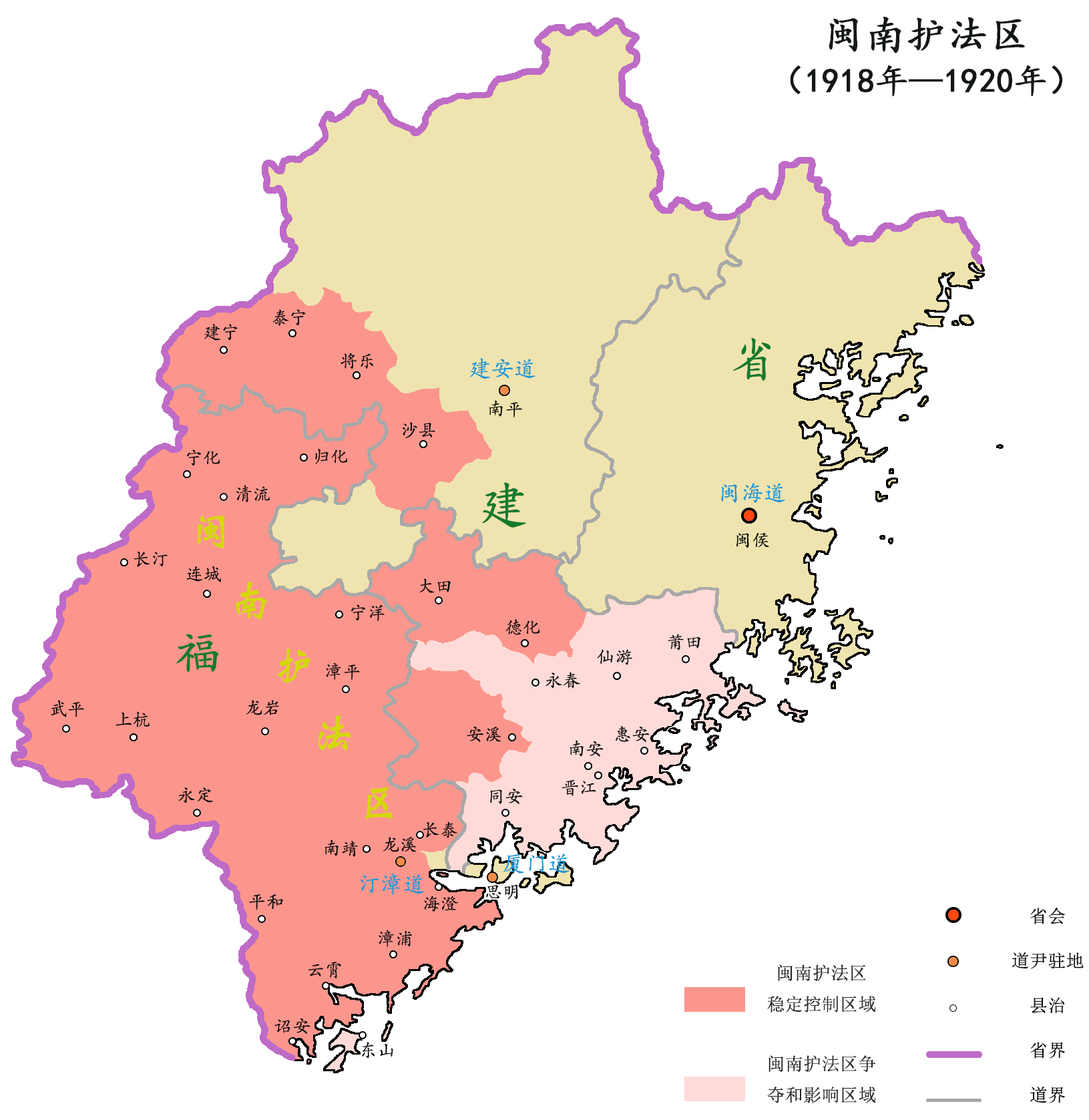
厦门道

廈門道，中华民国福建省已撤销的道，在今福建省南部。

## 历史沿革
民國2年（1913年）2月，置南路道，民國3年（1914年），改名厦门道。道尹駐思明縣（今廈門岛），為繁要缺，一等。轄莆田、仙游、思明、晉江、南安、惠安、安溪、同安、永春、德化、大田等11縣。民國10年（1921年）10月增領金門縣。民國16年（1927年）廢。